# Lythrypnus zebra
Lythrypnus zebra és una espècie de peix de la família dels gòbids i de l'ordre dels perciformes.

## Morfologia
Els mascles poden assolir els 5,7 cm de longitud total.

## Distribució geogràfica
Es troba des de Califòrnia (Estats Units) fins a l'Illa Clarión (Mèxic).